# Джонни Сомали
Джонни Сомали (англ. Johnny Somali; настоящее имя Рэмси Халид Исмаэль, Ramsey Khalid Ismael; род. 26 сентября 2000, Финикс, США) — американский трэш-блоггер и самопровозглашённый интернет-тролль. Приобрёл мировую известность за счёт своих провокационных действий во время заграничных поездок. Начал свою стримерскую деятельность на платформе Twitch, после получения блокировки на которой перешёл на платформу Kick, но получил блокировку и там в начале 2024 года. Продолжил деятельность на видеохостинге Rumble. За провокационное поведение его арестовывали несколько раз — в Японии в 2023 году, в Израиле в начале 2024 года и в Южной Корее в конце 2024 года. 
На данный момент Джонни находится под арестом в Южной Корее, после того как ему было предьявлено несколько обвинений в нарушении общественного порядка.

## Ранние годы
Рэмси Халид Исмаэль родился в Финиксе, в штате Аризона, США, в семье африканских иммигрантов — эфиопской матери и сомалийского отца. Он вырос в Скотсдейле и утверждал, что был финансовым работником или работал менеджером по недвижимости. Джонни Сомали неоднократно раскрывал детали своего прошлого, достоверность которых сомнительна, например, что он был сомалийским ребёнком-солдатом или что был сомалийским пиратом.

## Карьера
Джонни Сомали путешествует по разным странам, в основном в Азии и устраивает стримы на YouTube и Kick. Он побывал в Японии, Таиланде, Израиле, Индонезии и Южной Корее. Свои трансляции во время поездок он начал в мае 2023 года, после того, как его заблокировали на Twitch, он перешел на Kick, прежде чем его также заблокировали и на этой платформе. В 2024 году он проводил трансляции на Rumble, но после блокировки там перешёл на Parti, которая также заблокировала его на 24 часа за нарушения условий обслуживания.

### Япония
Джонни Сомали приобрёл широкую известность в интернете, проводя провокационные стримы в Японии. Стример донимал прохожих расистскими высказываниями, шутками о бомбардировке Хиросимы и Нагасаки — угрожал пассажирам поездов повторить их. Позже Джонни Сомали утверждал, что был пьяным во время своих выходок. Он домогался до японской женщины-стримера Meowko и предположительно из-за этого оказался забанен в Twitch.
В июне 2023 году Джонни посетил Токийский Диснейленд и проигрывал песни об атомных бомбардировках,  снимая реакцию посетителей. В августе 2023 года стример проник на строительную площадку отеля в Осаке и кричал строителям «Фукусима». Строители выгнали Джонни с площадки, и он был арестован по обвинению в незаконном проникновении. Вскоре Джонни арестовали за воспрепятствование работе ресторана, после того как он ворвался в это заведение и включил громкую музыку, мешая посетителям. Джонни оставался под арестом до декабря 2023 года и был оштрафован на 200 000 иен.

### Израиль
25 марта 2024 года Джонни прибыл в Тель-Авив, Израиль и почти сразу же встрял в стычки с местными евреями, арабами, вследствие чего был один раз избит. 5 апреля 2024 года он отправился к Стене плача Иерусалима и приклеил на стену изображения с Харви Вайнштейном, Эдином Россом и Джеффри Эпштейном.
7 апреля 2024 года Джонни задержали на акции протеста в Тель-Авиве за сексуальные домогательства к женщине-полицейской. Стример был освобождён через 16 минут и позже заявил, что стал свидетелем массовой стрельбы в ресторане и что он может устраивать стрельбу, так как он гражданин США.

### Южная Корея
17 сентября 2024 года Джонни отправился в Сеул и продолжил там провокационные стримы. Например, он издавал непристойные звуки в метро, повторял речи Ким Чен Ына, также его выгнали из автобуса, после того как он включил северокорейскую музыку.
Наибольший скандал вызвало видео, в котором Джонни целовал мемориал «Статуя Мира», посвящённый женщинам для утешения — сексуальным рабыням во время японской оккупации Кореи, и танцевал на коленях изваянной женщины. Поведение стримера вызвало волну возмущения в стране, после чего Джонни принёс публичные извинения и утверждал, что не знал о значении статуи. Вследствие этого инцидента его канал на YouTube был удален.
Тем не менее стример продолжил провокационные выходки. Например, он вылил лапшу рамэн в обеденной зоне,  встрял в конфликт с владельцем заведения и после этого начал выкидывать лапшу за пределы ресторана. После того как стримеру запретили пить алкоголь, Джонни позволил себе сексистские оскорбления в адрес работницы. В других стримах он пытался подсунуть проходящим людям пакет с вонючей рыбой или мешал проезду автобуса. Во время своих трансляций на Джонни несколько раз нападали в общественных местах. Только во время пребывания в округе Мапхогу на него напали три раза.
2 ноября 2024 года Джонни Сомали арестовали и было заведено уголовное дело по обвинениям, связанным с  преступлениями небольшой тяжести (в частности, в воспрепятствовани предпринимательской деятельности). Даже во время ареста стример допускал провокационные выходки, например попытался войти в зал суда с кепкой MAGA или называл Корею вассальным государством США. Джонни по прежнему пребывает под арестом. Ожидается, что он будет отбывать наказание в Корее, после чего будет депортирован и получит запрет на въезд. Затем Джонни Сомали в Южной Корее были предъявлены более серьёзные обвинения (в частности, в создании дипфейковой порнографии с южнокорейской стримершей), и он может провести в тюрьме 31 год.